# Фонтана Чикета (Фрозиноне)
Фонтана Чикета је насеље у Италији у округу Фрозиноне, региону Лацио.
Према процени из 2011. у насељу је живело 88 становника. Насеље се налази на надморској висини од 939 м.